# The Brooklyn Bridge
Cet article concerne un groupe de musique. Pour le pont de Brooklyn, voir Brooklyn Bridge.

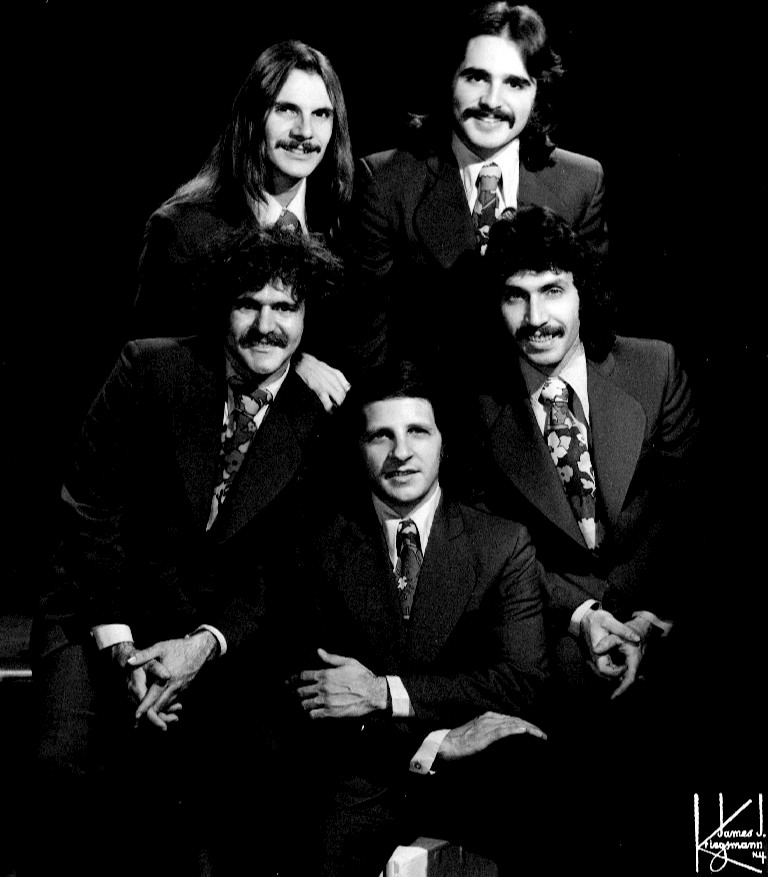
Johnny Maestro & The Brooklyn Bridge en 1973

The Brooklyn Bridge est un groupe américain de musique formé en 1969 à Long Island autour du chanteur Johnny Maestro. Le groupe est notamment connu pour son succès The Worst That Could Happen.

## Membres
- Chœurs : Les Cauchi
- Claviers : Marty D'Amico
- Guitare : Jim Sarle
- Basse : Jimmy Rosica
- Batterie : Lou Agiesta
- Ingénieur du son : « Smitty »

## Anciens membres
- Chant : Johnny Maestro
- Directeur musical : Tom Sullivan
- Chœurs : Mike Gregorio, Freddie Ferrara
- Claviers :  Carolyn Woods
- Guitare : Richie Macioce
- Trompette : Shelly Davis
- Saxophone : Joe Ruvio
- Batterie : Artie Cantanzarita

## Discographie
Albums studio :
- 1968 : Brooklyn Bridge
- 1969 : The Second Brooklyn Bridge
- 1970 : The Brooklyn Bridge
- 1972 : The Bridge in Blue
- 1989 : Christmas Is...

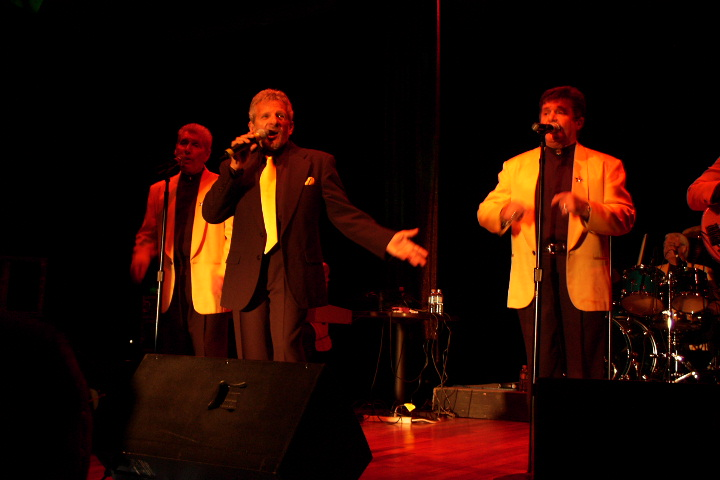
Johnny Maestro (au centre) avec Freddie Ferrara (à gauche) et Les Cauchi (à droite) en 2006.

- 1993 : Johnny Maestro and The Brooklyn Bridge
- 1994 : Acappella
- 2002 : Peace on Earth
- 2004 : Today
- 2007 : Songs Of Inspiration (réédition de Peace On Earth)
- 2009 : Today, Volume 2